# Thyroscyphoides
Thyroscyphoides är ett släkte av nässeldjur. Thyroscyphoides ingår i familjen Thyroscyphidae.
Kladogram enligt Catalogue of Life:
| Thyroscyphoides | \| \| Thyroscyphoides biformis \| \| \| \| \| \| Thyroscyphoides sympodialis \| \| \| \| |
|                 | \| \| Thyroscyphoides biformis \| \| \| \| \| \| Thyroscyphoides sympodialis \| \| \| \| |
|                 | Cnidoscyphus                                                                             |
|                 |                                                                                          |
|                 | Parascyphus                                                                              |
|                 |                                                                                          |
|                 | Symmetroscyphus                                                                          |
|                 |                                                                                          |
|                 | Thyroscyphus                                                                             |
|                 |                                                                                          |
|                 | Uniscyphus                                                                               |
|                 |                                                                                          |
|                 | Thyroscyphoides biformis                                                                 |
|                 |                                                                                          |
|                 | Thyroscyphoides sympodialis                                                              |
|                 |                                                                                          |

|  | Thyroscyphoides biformis    |
|  |                             |
|  | Thyroscyphoides sympodialis |
|  |                             |